# إدغاردو فينتوري
إدغاردو فينتوري (بالإيطالية: Edgardo Venturi)‏ هو لاعب اتحاد الرغبي إيطالي، ولد في 27 يوليو 1962 في بييفي دي تشنتو في إيطاليا.

## وصلات خارجية
- إدغاردو فينتوري عل موقع إسبنسكروم (الإنجليزية)